# 2000 AE25
2000 AE25 är en asteroid i huvudbältet som upptäcktes den 3 januari 2000 av LINEAR i Socorro County, New Mexico.
Asteroiden har en diameter på ungefär 8 kilometer och den tillhör asteroidgruppen Themis.